# Kunsttijdschrift Vlaanderen
Kunsttijdschrift Vlaanderen was een royaal geïllustreerd Vlaams literair en cultureel tijdschrift dat vijf keer per jaar verscheen. In januari 1952 ging het tijdschrift van start als West-Vlaanderen (CVKV). Vanaf 1966 verscheen het onder de titel Vlaanderen. In 2003 werd het tijdschrift omgedoopt tot Kunsttijdschrift Vlaanderen. 2017 was het laatste werkjaar omwille van stopgezette subsidies.
Voor elk nummer werd een thema uit de wereld van de kunst en cultuur behandeld. Naast dit thematische gedeelte van circa veertig bladzijden worden in diverse vaste rubrieken nog andere facetten van de kunst uit heden en verleden belicht. Deze rubrieken waren Kunstarena, Poëtisch Bericht, Te gast, Transit (met anderstalige gedichten in Nederlandse vertaling) en Bibliotheek. Kunsttijdschrift Vlaanderen was aangesloten bij Medianetwerk Plus.